# 칠레의 경제
칠레의 경제는 세계은행에 의해 순위가 매겨진 시장경제이자 고소득 경제이다. 칠레는 경쟁력, 1인당 소득, 세계화, 경제적 자유, 낮은 부패 인식에서 이 지역을 선도하는 남미에서 가장 번영하는 나라 중 하나로 여겨진다. 비록 칠레가 지니 계수에 의해 측정된 높은 경제적 불평등을 가지고 있지만, 그것은 지역 평균에 가깝다.
2006년에 칠레는 라틴 아메리카에서 1인당 명목 GDP가 가장 높은 나라가 되었다. 2010년 5월 칠레는 남미 국가로는 처음으로 OECD에 가입했다. 2013년 GDP의 20.2%를 합친 세수는 OECD 34개국 중 두 번째로 낮았고 2010년에는 가장 낮았다. 칠레의 인간개발지수는 0.709로 이웃 국가인 아르헨티나, 우루과이, 브라질이 각각 0.729, 0.712, 0.570인 것과 비교된다. 2017년에는 인구의 0.7%만이 하루에 미화 1.90달러 미만으로 생활했다.
2009~2010년 세계 경쟁력 보고서에 따르면 칠레는 세계에서 30번째로 경쟁력 있는 국가이며 라틴 아메리카에서는 브라질(56위), 멕시코(60위), 아르헨티나(85위)를 훨씬 능가하는 1위를 차지했으며, 그 이후 상위 30위 밖으로 밀려났다. 세계은행이 만든 사업 용이성 지수는 2014년 기준으로 칠레를 세계 34위, 2015년 41위, 2016년 48위로 선정했다. 민영화된 국민연금 제도는 국내총저축률이 GDP의 약 21%로 추정된다.

## 역사
15세기 스페인인들이 칠레에 도착한 후 칠레 경제는 아라우코 전쟁에 참전했던 군대와 펀도라고 불리는 독재정권의 소유지를 중심으로 움직이게 되었다. 식민지 시대 초기 동안 페루로 금 수출은 곧 고갈되었다. 스페인 왕실에 의해 확립된 무역 규제와 독점은 식민지 시대의 많은 기간 동안 경제 발전을 방해한 것으로 여겨진다. 이러한 제한의 결과로, 그 나라는 초기 정복 이후 새로운 작물과 동물 품종을 거의 통합하지 않았다. 규제로 인해 발목을 잡았던 다른 부문은 와인과 광산업이었다. 18세기 부르봉 개혁은 많은 독점과 무역 제한을 완화시켰다.
1830년대에 칠레는 디에고 포르탈레스의 생각에 따라 외국 무역에 개방된 안정된 국가로서 통합되었다. 칠레에 대한 외국인 투자는 19세기에 걸쳐 증가했다. 태평양 전쟁 후 칠레 재무부는 900% 성장했다. 국제 연맹은 칠레가 대공황으로 가장 큰 타격을 입은 나라로 지목했는데, 이는 정부 수입의 80%가 수요가 적은 구리와 질산염의 수출에서 나왔기 때문이다. 대공황 이후 칠레의 경제 정책이 수입 대체 산업화 쪽으로 바뀌었고 생산 개발 공단이 설립되었다.
시카고 보이즈의 영향으로 아우구스토 피노체트 정권은 칠레로 하여금 신자유주의 정책을 수립하는 선도국가를 만들었다. 이러한 정책들은 칠레 경제에 대한 대기업들의 힘을 강화시켜 장기적인 경제 성장을 이끌었다. 1982년의 위기는 에르난 부치를 재무장관으로 임명하고 경제 정책을 대폭 수정하게 했다. 국가 재산의 일반적인 매각과 신자유주의적 처방에도 불구하고, 그 정권은 정부 수입의 약 30%를 차지하는 수익성이 높은 국영 광산 회사인 코델코를 보유했다.
《CIA 월드 팩트북》에 따르면 1990년대 초 군부로부터 권력을 넘겨받은 파트리시오 아일윈의 민주정부가 군부정부에 의해 시작된 경제개혁을 심화시키면서 경제개혁의 롤모델로서의 칠레의 명성은 강화됐다. 애일윈 정부는 빈곤과 열악한 주택공급 문제를 해결하기 위한 사회 프로그램에 대한 정부 지출 증가에서 입증되었듯이 시카고 소년들의 신자유주의 교리에서 크게 벗어났다. 실질 GDP 성장은 1991년부터 1997년까지 평균 8%였으나 긴축 통화정책(경상수지 적자를 억제하기 위한 조치)과 아시아 금융 위기로 인한 수출 감소로 1998년에는 절반 수준으로 떨어졌다. 그 후 칠레 경제는 회복되어 지난 몇 년간 5~7%의 성장률을 보였다.
10년간의 인상적인 성장률 이후, 칠레는 1997년에 시작된 아시아 금융 위기와 관련된 좋지 않은 세계 경제 상황으로 인해 1999년에 완만한 경기 침체를 경험하기 시작했다. 2003년 4.0%의 실질 국내총생산(GDP) 성장률을 기록하며 뚜렷한 회복 기미를 보이기 시작할 때까지 우리 경제는 부진했다. 칠레 경제는 6.0%의 성장률로 2004년을 마감했다. 실질 GDP 성장은 2005년에 5.7%에 달했다가 2006년에 4.0%로 다시 떨어졌다. GDP는 2007년에 5.1퍼센트 증가했다.
2019년 칠레 여성의 절반 미만이 유급 노동에 종사하고 있으며 31%는 계약이나 사회 또는 의료 보험에 가입하지 않았다. 칠레는 주 45시간 근무제를 시행하고 있으며, 직원의 70%가 한 달에 825달러 이하를 벌고 있다.

## 부문
2012년 GDP 기준으로 가장 큰 부문은 광업(주로 구리), 비즈니스 서비스, 개인 서비스, 제조업 및 도소매업이었다. 광업도 이 기간 수출의 59.5%를 차지했고 제조업은 34%를 차지해 주로 식품, 화학, 펄프, 종이 등에 집중됐다.

### 농업
칠레는 체리와 크랜베리의 세계 5대 생산국 중 하나이며 포도, 사과, 키위, 복숭아, 자두, 헤이즐넛의 세계 10대 생산국 중 하나로 고가의 과일 수출에 주력하고 있다.
임업, 벌목, 어업과 같은 농업 및 제휴 부문은 2007년 현재 국내총생산의 4.9%에 불과하며, 국가 노동력의 13.6%를 고용하고 있다. 칠레의 주요 농산물은 포도, 사과, 배, 양파, 밀, 옥수수, 귀리, 복숭아, 마늘, 아스파라거스, 콩, 쇠고기, 가금류, 양털, 생선, 목재 등이다.
남반구에서 칠레의 위치는 주로 북반구에 위치한 주요 소비자 시장의 그것과 반대되는 농업 계절 순환으로 이어진다. 칠레의 극심한 남북 방향은 기후와 지리적 특성으로 구분되는 7개의 다른 거시 지역을 생산하는데, 칠레는 그 자체로 엄청난 수확을 할 수 있고 결과적으로 수확 기간이 길어진다. 그러나 칠레의 산악 지형은 경작지가 전체 영토의 2.62%에 불과하도록 농업의 범위와 강도를 제한하고 있다. 칠레의 무역 협정을 통해, 칠레의 농산물은 세계 GDP의 77%를 지배하는 시장에 접근할 수 있게 되었고, 2012년까지 칠레 농업 농업 수출의 74%가 면세품이 될 것이다.

#### 연어
칠레는 세계에서 두 번째로 큰 연어 생산국이다. 2007년 8월 현재 전 세계 연어 산업 매출에서 칠레의 점유율은 38.2%로 1990년의 10%에서 증가했다. 1984년과 2004년 사이의 20년간의 산업 평균 성장률은 연간 42%였다. 연어 산업에 외국 대기업의 진출은 칠레의 급성장하는 연어 생산과 기술에 가장 큰 기여를 하고 있다. 기술 이전은 칠레가 글로벌 경쟁력과 혁신을 이룰 수 있게 해주었고, 생산의 확대와 산업 내 평균적인 기업 규모의 증가로 이어졌다. 2018년 11월, 중국 회사인 조이비오 그룹(레전드 홀딩스)은 칠레 연어 생산업체인 오스트랄리스 씨푸드스를 8억 8천만 달러에 인수하여 칠레 연어 수출의 30%를 장악했다.

#### 임업
칠레 임업은 2005년 칠레 전체 수출의 13%를 차지해 칠레에서 가장 큰 수출 부문 중 하나가 되었다. 라디에타소나무과 유칼립투스는 칠레 임업 수출의 대부분을 차지하고 있다.  임업 부문에서 총 생산의 가장 큰 기여자는 펄프이며, 그 다음이 목재 기반 패널과 목재이다.  칠레의 임산물들에 대한 인기 있고 증가하는 수요 때문에, 정부는 현재 새로운 산업 공장을 여는 것뿐만 아니라 칠레의 소나무와 유칼립투스 농장의 이미 광대한 면적을 늘리는 것에 집중하고 있다.

#### 와인

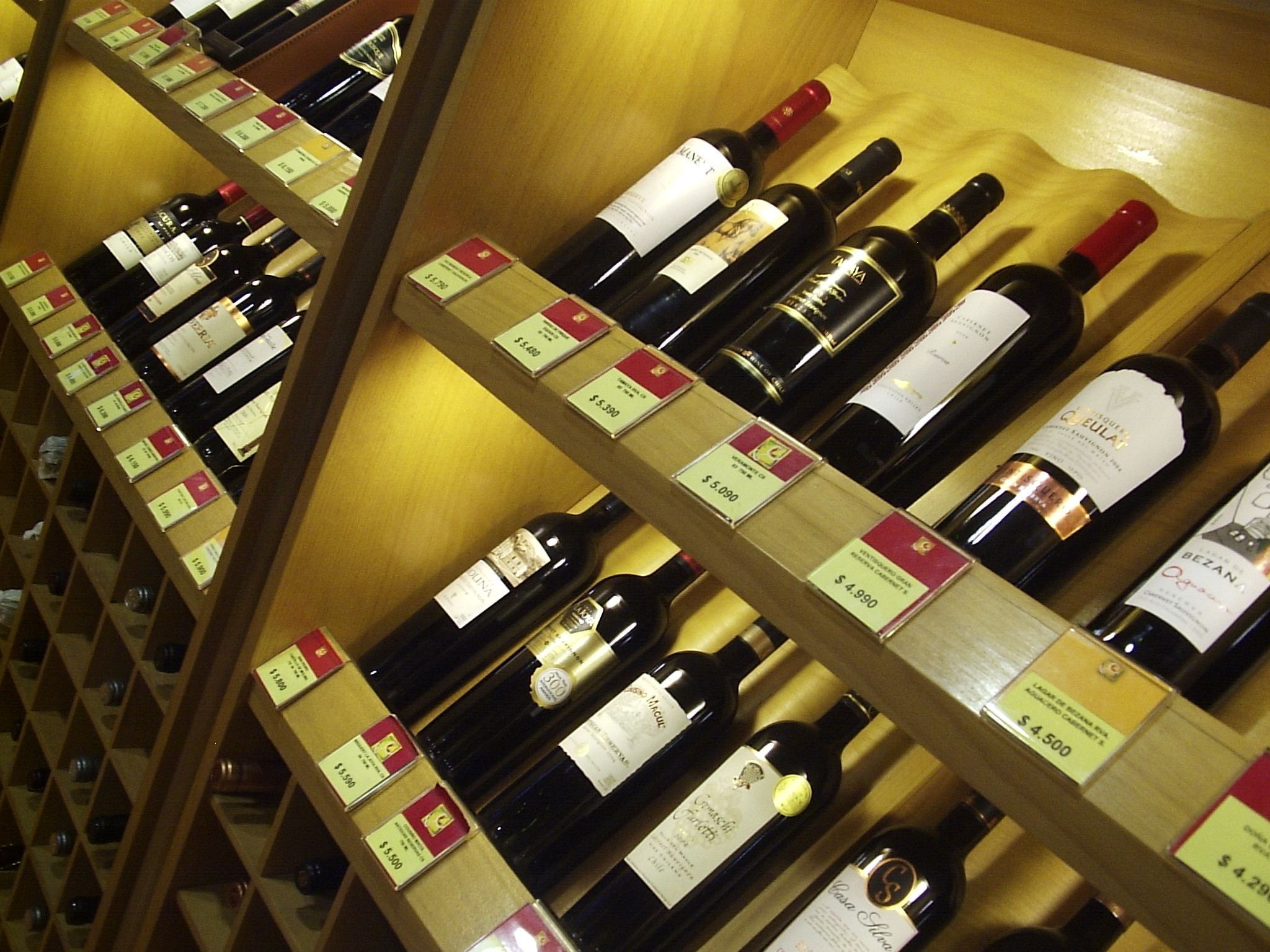
칠레의 와인

칠레의 독특한 지형과 기후는 와인 재배에 이상적이며 칠레는 지난 수십 년 동안 와인 생산국 톱 10 목록에 여러 번 이름을 올렸다.
칠레산 와인의 인기는 생산량뿐만 아니라 품질도 높아졌기 때문이다. 칠레는 양과 품질을 겸비해 우수한 와인을 합리적인 가격에 국제시장에 수출할 수 있다.

### 광업

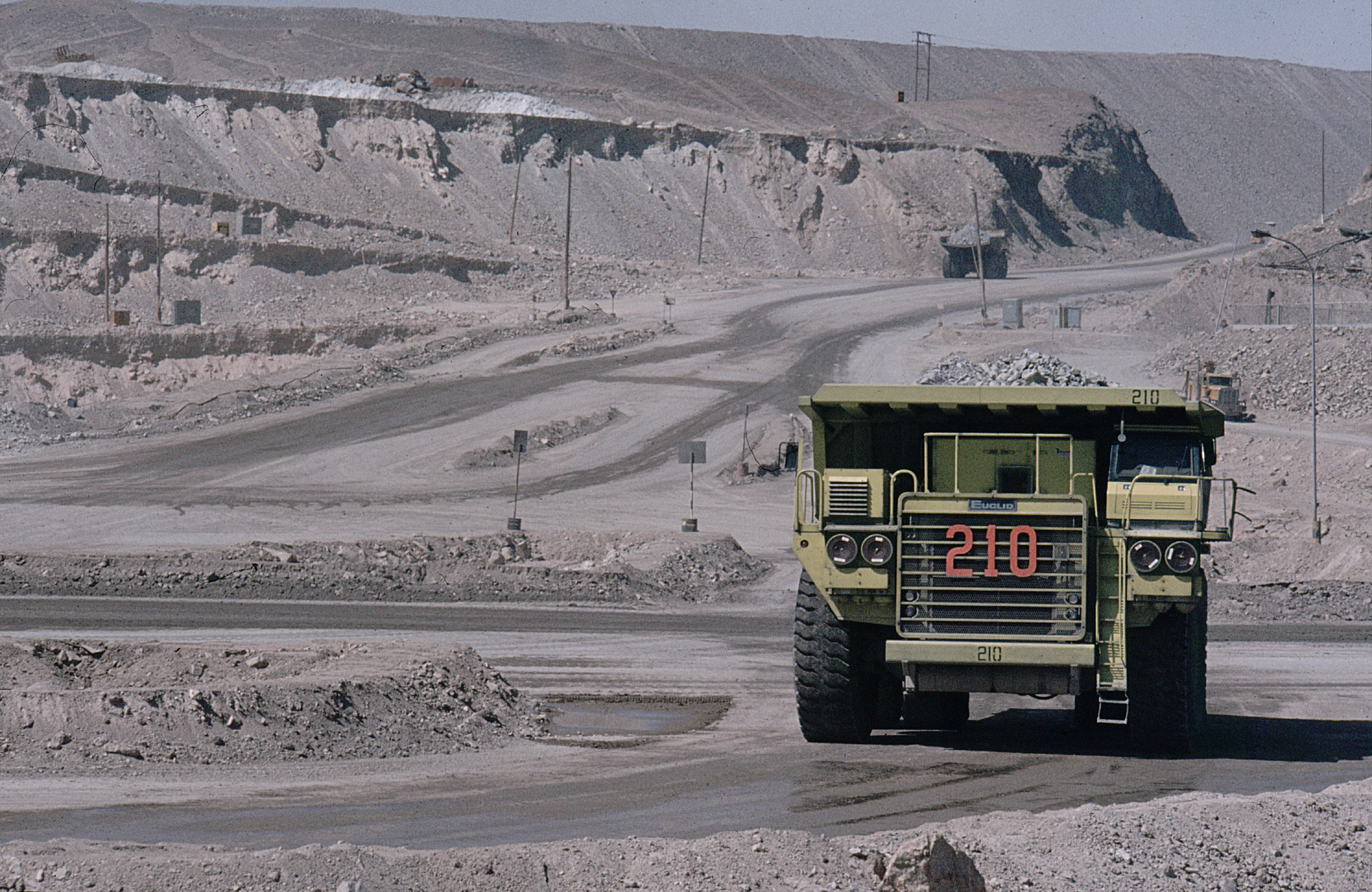
칠레는 세계 구리의 3분의 1 이상을 생산한다.

칠레의 광업은 칠레 경제의 한 축이다. 칠레 정부는 외국인 투자를 적극 지원하고 광공업법과 규정을 개정해 외국인들에게 유리한 투자환경을 조성하고 있다. 많은 양의 구리 자원, 진보적인 법률, 그리고 건강한 투자 환경 덕분에 칠레는 전세계 구리 생산량의 1/3 이상을 생산하면서 세계의 구리 광산 수도가 되었다.

### 서비스
칠레의 서비스 부문은 최근 수십 년 동안 통신과 정보기술의 빠른 발전, 교육에 대한 접근성, 그리고 노동자들 사이의 전문가 기술과 지식의 증가로 인해 빠르고 지속적으로 성장해왔다. 칠레의 외교정책은 제3차 산업이나 서비스 부문의 중요성을 경제에 인식시켜 국제자유화를 촉진시키고 여러 자유무역협정 체결을 이끌어냈다. 칠레의 서비스 수출은 주로 해양 및 항공 서비스, 관광, 소매(백화점, 슈퍼마켓 및 쇼핑 센터), 엔지니어링 및 건설 서비스, 정보학, 보건 및 교육으로 구성된다.
칠레는 아데코의 2019 글로벌 인재 경쟁력 지수(GTCI)에서 라틴 아메리카 국가 중 1위를 차지했다.

#### 금융
칠레의 금융 부문은 최근 몇 년 동안 빠르게 성장해 왔으며 1997년 칠레 은행들의 해외 활동 허용 범위를 넓힌 은행 개혁법이 승인되었다. 칠레 정부는 2001년 자본시장의 추가 자유화를 실시했으며 추가 자유화를 제안하는 법안이 계류 중이다. 지난 10년 동안 칠레에 사는 사람들은 주택 담보 대출, 통화 선물 및 옵션, 인수 인수, 임대, 직불 카드와 같은 새로운 금융 도구의 도입을 즐겼다. 이러한 새로운 상품들의 도입은 또한 대출과 신용카드와 같은 전통적인 상품들의 사용을 증가시켰다. 2006년 말 약 700억 달러의 자산을 보유한 칠레의 민간 연금 제도는 자본 시장의 중요한 투자 자본의 원천이었다. 그러나 2009년까지 210억 달러가 연금제도에서 글로벌 금융위기로 손실되었다고 보고되었다.

## 경제 정책

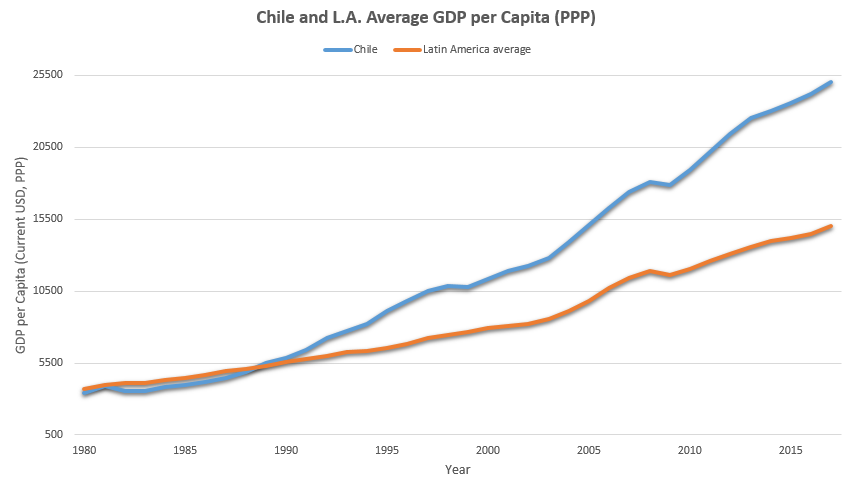
칠레(파란색) 및 라틴 아메리카(주황색) 평균 GDP(1950년~2017년)

《CIA 월드 팩트북》에 따르면, 1980년대 이후 지속적으로 유지된 칠레의 "건전한 경제 정책"은 "칠레의 꾸준한 경제 성장에 기여했고 빈곤율은 절반 이상 감소했다." 1973~90년 군사정부는 많은 국영기업들을 매각했고, 1990년 이후 세 민주정부는 비록 느린 속도이긴 하지만 수출 촉진 정책을 시행하고 민영화를 지속해왔다. 비록 국가가 구리 거대 기업 코델코와 몇몇 다른 기업들을 계속 운영하고 있지만, 경제에서 정부의 역할은 대부분 규제에 국한되어 있다.
의무적인 사학연금 제도 하에서 대부분의 정식 부문 직원들은 급여의 10%를 개인 운용 기금으로 지불한다.
2006년 기준으로 칠레는 연간 GDP의 0.6%를 연구개발(R&D)에 투자했다. 그 당시에도, 그 중 2/3는 정부 지출이었다. 일반적인 경제적, 정치적 안정을 넘어, 정부는 또한 칠레에서 사업을 계획하는 다국적 기업들을 위한 "투자 플랫폼"으로 칠레를 사용하도록 장려했다. 외국인 직접투자에 대한 칠레의 접근법은 칠레인과 동일한 대우를 외국인 투자자에게 부여하는 외국인 투자법에 성문화되어 있다. 등록은 간단하고 투명하며 외국인 투자자들은 그들의 수익과 자본을 본국으로 송환하기 위해 공식 외환 시장에 접근할 수 있도록 보장된다.
2007-2008년 세계 금융 위기에 직면하여, 정부는 고용과 성장을 촉진하기 위한 40억 달러의 경기 부양책을 발표했고, 세계 금융 위기에도 불구하고, 2009년 GDP의 2%에서 3% 사이의 확장을 목표로 했다. 그럼에도 불구하고, 경제 분석가들은 정부의 추정에 동의하지 않았고 1.5 퍼센트의 중간 경제 성장을 예상했다. 《CIA 월드 팩트북》에 따르면 2009년 GDP는 -1.7% 감소했다고 한다.
칠레 정부는 새로운 분야와 산업을 발굴하는 임무를 맡고 있는 혁신과 경쟁에 관한 위원회를 구성했다. 연구개발에 대한 국내외 투자를 장려하기 위한 일부 세제 개혁과 함께, 경제의 새로운 부분에 추가적인 FDI를 가져올 것으로 기대된다.
2012년 헤리티지 재단의 경제자유지수에 따르면, 칠레는 100점 만점에 90점으로 라틴 아메리카에서 가장 강력한 사유재산권을 가지고 있다.
칠레의 AA-S&P 신용등급은 라틴 아메리카에서 가장 높은 반면, 피치는 칠레보다 한 단계 낮은 A+ 등급을 매긴다.
칠레 기업들이 해외에서 자금을 조달할 수 있는 방법은 크게 세 가지가 있는데 은행 대출, 채권 발행, 그리고 ADR을 통한 미국 시장에서의 주식 매각이다. 이러한 수단을 통해 조달된 거의 모든 자금은 국내 칠레 투자 재원으로 쓰인다. 2006년 칠레 정부는 GDP의 8%에 해당하는 113억 달러의 흑자를 기록했다. 칠레 정부는 외채를 계속 상환하고 있으며, 2006년 말 공공부채는 국내총생산의 3.9%에 불과했다.